# ГЕС Xiqiaohe III
ГЕС Xiqiaohe III (西洱河三级水电站) — гідроелектростанція на півдні Китаю у провінції Юньнань. Знаходячись між ГЕС Xiqiaohe II (вище по течії) та ГЕС Xiqiaohe IV, входить до складу каскаду на річці Xiqiao, яка дренує озеро Ерхай та впадає ліворуч до Янбі (Heihui), котра в свою чергу є лівою притокою однієї з найбільших річок Південно-Східної Азії Меконгу (басейн Південно-Китайського моря).
В межах проекту річку перекрили бетонною греблею висотою 26 метрів та довжиною 154 метра. Вона утримує невелике водосховище з об’ємом лише 177 тис м3 (корисний об’єм 113 тис м3), в якому припустиме коливання рівня поверхні у операційному режимі між позначками 1606 та 1610 метрів НРМ (під час повені до 1611 метрів НРМ).
Від греблі під правобережним масивом прокладений дериваційний тунель довжиною 3,3 км з діаметром 4,3 метра, який подає воду до машинного залу. Основне обладнання станції становлять дві турбіни типу Френсіс потужністю по 25 МВт, які використовують напір від 97 до 120 метрів (номінальний напір 101 метр).
Видача продукції відбувається по ЛЕП, розрахованій на роботу під напругою 110 кВ.